# Jardín zoológico de Zagreb
El Jardín zoológico de Zagreb (en croata: Zoološki vrt grada Zagreba) es un zoológico de 7 hectáreas (17 acres), situado en el parque Maksimir en Zagreb, la capital de Croacia, y uno de los tres parques zoológicos en el país.
El zoológico de Zagreb es miembro de la Asociación Mundial de Zoológicos y Acuarios y es un participante en el Programa Europeo de Especies en Peligro de Extinción.
El director del zoológico es Davorka Maljkovic. El zoológico abrió sus puertas el 27 de junio de 1925. La reconstrucción del antiguo zoológico comenzó en 1990.
El zoológico es el hogar de 2.225 animales que representan 275 especies.